# Who's Next (album)
Who's Next is een album van The Who. Het album wordt door velen ook wel gezien als een monument uit de geschiedenis van de rockmuziek. Zowel critici als consumenten hebben het album al vaker genomineerd als het beste ooit.

## Geschiedenis

### Lifehouse
Het Lifehouse was een project van Pete Townshend. Nadat The Who hun rockopera Tommy succesvol hadden gelanceerd, kreeg Townshend het gevoel dat hij niet iets voor zijn publiek (zoals in Tommy), maar voor zichzelf moest schrijven. Hij schreef over hetzelfde personage als in Tommy, dat nu verhuisd werd naar de toekomst. Het werd door Pete zelf beschouwd als een tweede rockopera, maar de andere bandleden snapten er niets van. Lifehouse sneuvelde dus.

### Na Lifehouse
Hoewel Lifehouse flopte, wilde The Who de nummers toch opnemen. Er kwam dus geen rockopera, geen film, maar wel een plaat. In eerste instantie wilde de band het album opnemen in de Record Plant in New York, maar vanwege de dealerpraktijken van Chris Stamp, een van hun managers,  liepen de zaken niet goed in Amerika en moesten de nummers opnieuw worden opgenomen. Met Glyn Johns, hun nieuwe producer, doken ze weer de studio in.

### Who's Next
Glyn Johns zag dus wel wat in de demo's van Townshend ("Petes demo's zijn altijd fantastisch om mee te werken" en "Hoewel Lifehouse flopte, waren de nummers geweldig!") en gingen in Londen proberen de nummers opnieuw op te nemen. Dit keer verliepen de opnames wel goed, maar werden sommige nummers, die wel in Lifehouse stonden, geschrapt. Voor Townshend was dit natuurlijk vreselijk, want hij had de nummers geschreven als deel van het verhaal. Zo baalde hij er erg van dat Pure and Easy niet op de plaat kwam. Dit was volgens hem de ruggengraat van het verhaal. De overige nummers werden dus opgenomen en een volgende plaat van The Who was geboren: Who's Next.

## De plaat

### Songs van Who's Next
In alle opzichten was Who's Next vernieuwend. Het had een dynamisch en uniek geluid. Dit kwam doordat de muziekwereld een geweldige doorbraak beleefde op het gebied van het sleutelen met het geluid. Zo beleefde de synthesizer een grote opmars. Dit is goed te horen op de plaat. Nummers zoals "Baba O'Riley" en "Bargain" kregen beiden een synthesizergeluid op de achtergrond, terwijl het slotnummer "Won't Get Fooled Again" door een stuwend Lowrey-orgel gekoppeld aan een EMS VCS3 synthesizer wordt gedragen, een karakteristieke klank die nog jarenlang door Tangerine Dream zou blijven worden toegepast. Met "Baba O'Riley" is iets bijzonders aan de hand. Townshend wilde het publiek bij zijn nummers betrekken (wat hij met het Lifehouse-project verzuimd had) en hen ook in zijn nummers verwerken. Van zijn Indiase goeroe, Meher Baba voerde hij de vitale gegevens in (leeftijd, lengte, gewicht, etc.) en de synthesizer vertaalde het naar een muzikaal patroon, dat nu de achtergrond vormt voor het nummer.
De rest van de plaat is erg gevarieerd: met rustige nummers ("The Song Is Over") tot echte hardrock nummers als "Won't Get Fooled Again" en "Behind Blue Eyes" (een nummer dat vrij rustig begint, maar later omslaat in een krachtige hardrock -ballade). Ook voor The Who zelf was de plaat vernieuwend. Ze voegden dus niet alleen de synthesizer toe, maar ook piano (Nicky Hopkins op "Baba O'Riley") en viool (Dave Arbus, eveneens op "Baba O'Riley"). Pete Townshends gitaarpartijen klinken feller dan ooit, geïnspireerd door de Gretschgitaar die hij van Joe Walsh cadeau had gekregen. Op "Goin' Mobile" gebruikt hij voor het eerst een envelope follower als gitaareffect. Het enige nummer van de hand van John Entwistle is de latere concertfavoriet "My Wife", opgeluisterd door koperblazers. Het nummer werd opnieuw opgenomen voor Entwistles soloplaat Rigor Mortis Sets In.

### Cover
Op de cover van Who's Next zijn alle vier de bandleden te zien, nadat ze net tegen een betonblok, dat gebruikt werd om mijnen af te sluiten, hebben geürineerd.

### Track listing
Alle nummers zijn geschreven door Pete Townshend, tenzij aangegeven.

#### Who's Next(origineel uit 1971)
| 1. "Baba O'Riley" - 4:59 2. "Bargain" - 5:34 3. "Love Ain't for Keepin'" – 2:11 4. "My Wife" (Entwistle) – 3:41 5. "The Song Is Over" – 6:16 6. "Gettin' in Tune" – 4:50 7. "Going Mobile" – 3:43 8. "Behind Blue Eyes" – 3:39 9. "Won't Get Fooled Again" – 8:38 | Remastered Aan deze cd zijn de volgende nummers toegevoegd: 10. "Pure and Easy" - 4:22 11. "Baby Don't You Do It" (Holland-Dozier-Holland) - 5:14 12. "Naked Eye" - 5:31 13. "Water" - 6:25 14. "Too Much of Anything" - 4:25 15. "I Don't Even Know Myself" - 4:56 16. "Behind Blue Eyes" - 3:28 |

(Alle bonustracks uit 1995 waren nog niet eerder uitgegeven, behalve "Naked eye" en "I Don't Even Know Myself")

#### Who's Next - Deluxe Edition(2004)
| Originele album uit 1971 1. "Baba O'Riley" 2. "Bargain" 3. "Love Ain't for Keepin'" 4. "My Wife" 5. "The Song is Over" 6. "Gettin' in Tune" 7. "Going Mobile" 8. "Behind Blue Eyes" 9. "Won't Get Fooled Again" (Onderstaande nummers zijn opgenomen in The Record Plant in New York) 10. "Baby Don't You Do It" 11. "Gettin' in Tune" (previously unreleased) 12. "Pure and Easy" 13. "Love Ain't for Keepin'" 14. "Behind Blue Eyes" 15. "Won't Get Fooled Again" (previously unreleased) | Live in het Young Vic Theater, Londen 1. "Love Ain't for Keepin'" 2. "Pure and Easy" 3. "Young Man Blues" 4. "Time is Passing" 5. "Behind Blue Eyes" 6. "I Don't Even Know Myself" 7. "Too Much of Anything" 8. "Gettin' in Tune" 9. "Bargain" 10. "Water" 11. "My Generation" 12. "(I'm a) Roadrunner" 13. "Naked Eye" 14. "Won't Get Fooled Again" |

(Alle tracks op disc twee waren nog niet eerder uitgegeven, behalve "Water" en "Naked Eye")